# Pečnik (priimek)
Pečnik je 56. najbolj pogost priimek v Sloveniji, ki ga je po podatkih Statističnega urada Republike Slovenije na dan 31. decembra 2007 uporabljalo 1.683 oseb, na dan 1. januarja 2010 pa 1.669 oseb.   

## Znani nosilci priimka
- Andrej Pečnik (*1981), nogometaš
- Barbara Pečnik, zgodovinarka
- Boštjan Pečnik, kolesar
- Božidar Pečnik (1921- ?), župnik, dekan na avstrijskem Koroškem
- Damjana Pečnik, umetnostna zgodovinarka, restavratorka (ZVKDS)
- Ervin Pečnik, zdravnik, eden utemeljiteljev karateja v Sloveniji
- Franc Pečnik (1948—2017), pesnik, pisatelj
- Franci Pečnik (*1979), umetnostni zgodovinar
- Greta Pečnik (1924—2006), slikarka
- Janez Pečnik (Hans Petschnig) (1821—?), arhitekt, prof. Obrtne šole na Dunaju
- Jernej Pečnik (1835—1914), arheolog ("starinokop")
- Kaja Pečnik (*1989), igralka (štud. v Angliji)
- Lidija Čop (r. Pečnik), organistka, zborovodkinja
- Nejc Pečnik (*1986), nogometaš
- Nuša Boh Pečnik, arhitektka
- Rade Pečnik (1900—1981), novinar, urednik
- Tatjana Pečnik (*1967), častnica (podpolkovnica) SV
- Tilen Pečnik (*1998), nogometaš
- Urška Pečnik, fotografinja, vizualna umetnica
- Vlado Pečnik (1953—2011), rimskokatoliški duhovnik, urednik in teolog